# Doniphan (Missouri)
Doniphan é uma cidade localizada no estado americano de Missouri, no Condado de Ripley.

## Demografia
Segundo o censo americano de 2000, a sua população era de 1932 habitantes.
Em 2006, foi estimada uma população de 1935, um aumento de 3 (0.2%).

## Geografia
De acordo com o United States Census Bureau tem uma área de
3,5 km², dos quais 3,5 km² cobertos por terra e 0,0 km² cobertos por água.

## Localidades na vizinhança
O diagrama seguinte representa as localidades num raio de 28 km ao redor de Doniphan.